# Ángel Allegri
Ángel Natalio Allegri (Buenos Aires, 26 dicembre 1926 – 30 dicembre 1981) è stato un calciatore argentino, di ruolo difensore.

## Carriera
Bandiera del Vélez, società per la quale ha giocato in tutta la carriera, conquistando 384 presenze e 36 reti, ha vestito anche la divisa della Selección in quattro occasioni tra il 1950 e il 1951.